# Luisa Lesén Moreno
Luisa Lesén Moreno (Madrid, 5 de febrer de 1839-15 de gener de 1869) va ser una cantant de sarsuela espanyola.
Va néixer a Madrid el 5 de febrer de 1839. Va cursar estudis al Reial Conservatori Superior de Música de Madrid, estudiant cant de la mà de Baltasar Saldoni i obtenint el segon premi d'aquesta disciplina al concurs públic del conservatori, celebrat el juny de 1858. Tenia veu de mezzosoprano amb trets de contralt. Acabats els estudis, Francisco Barberi li ensenyà diverses sarsueles i la formà amb un bon repertori perquè pogués accedir ràpidament al teatre. Arribà a participar en alguna composició del mateix Barbieri i formà part de la companyia del Teatro de la Zarzuela. Entre 1860 i 1868 va actuar arreu d'Espanya, a ciutats com Madrid, Barcelona, Reus, Múrcia, Valladolid, València o Màlaga, assolint un èxit notable. Va morir a Madrid el 15 de gener de 1869, sent la seva mort molt sentida.